# 嘉義県長
嘉義県長（かぎけんちょう、繁: 嘉義縣長）は、中華民国（台湾）嘉義県の首長である。住民の直接選挙での選出され、任期は4年、再選は1度に限り可能と定められている。現職の嘉義県長は翁章梁である。

## 一覧
| 代数 | 氏名   | 政党               | 任期                            |
| ---- | ------ | ------------------ | ------------------------------- |
| 1    | 林金生 | 中国国民党         | 1951年6月1日 - 1954年6月2日     |
| 2    | 李茂松 | 無所属→ 中国青年党 | 1954年6月2日 - 1955年11月       |
| 代理 | 金格   | 中国国民党         | 1955年11月 - 1957年6月2日       |
| 3    | 黄宗焜 | 中国国民党         | 1957年6月2日 - 1960年6月2日     |
| 4    | 黄宗焜 | 中国国民党         | 1960年6月2日 - 1963年4月4日     |
| 代理 | 侯全成 | 中国国民党         | 1963年4月5日 - 1964年4月13日    |
| 復職 | 黄宗焜 | 中国国民党         | 1964年4月14日 - 1964年6月2日    |
| 5    | 何茂取 | 中国国民党         | 1964年6月2日 - 1968年6月2日     |
| 6    | 黄老達 | 中国国民党         | 1968年6月2日 - 1973年2月1日     |
| 7    | 陳嘉雄 | 中国国民党         | 1973年2月1日 - 1976年5月7日     |
| 代理 | 張柄楠 | 中国国民党         | 1976年5月13日 - 1977年12月20日  |
| 8    | 涂徳錡 | 中国国民党         | 1977年12月20日 - 1981年12月20日 |
| 9    | 涂徳錡 | 中国国民党         | 1981年12月20日 - 1985年12月20日 |
| 10   | 何嘉栄 | 中国国民党→無所属  | 1985年12月20日 - 1989年12月20日 |
| 11   | 陳適庸 | 中国国民党         | 1989年12月20日 - 1993年12月20日 |
| 12   | 李雅景 | 中国国民党         | 1993年12月20日 - 1997年12月20日 |
| 13   | 李雅景 | 中国国民党         | 1997年12月20日 - 2001年12月20日 |
| 14   | 陳明文 | 民主進歩党         | 2001年12月20日 - 2005年12月20日 |
| 15   | 陳明文 | 民主進歩党         | 2005年12月20日 - 2008年10月29日 |
| 代理 | 黄癸楠 | 民主進歩党         | 2008年10月29日 - 2008年12月9日  |
| 復職 | 陳明文 | 民主進歩党         | 2008年12月9日 - 2009年12月20日  |
| 16   | 張花冠 | 民主進歩党         | 2009年12月20日 - 2014年12月25日 |
| 17   | 張花冠 | 民主進歩党         | 2014年12月25日 - 2018年12月25日 |
| 18   | 翁章梁 | 民主進歩党         | 2018年12月25日 - 2022年12月25日 |
| 19   | 翁章梁 | 民主進歩党         | 2022年12月25日 - 現職           |